# Demirçay, Söke
Demirçay là một xã thuộc huyện Söke, tỉnh Aydın, Thổ Nhĩ Kỳ. Dân số thời điểm năm 2010 là 276 người.